# ترميز المحارف

يستخدم ترميز المحارف في الحوسبة لتمثيل الرموز بواسطة نظام ترميز، اعتمادًا على السياق ودرجة تجريد الرمز وعلى نقاط الرمز المقابل، واعتمادًا على مساحة الرمز أيضاً.... الناتج يمكن أن يكون: تسلسل ثنائي أو ثُمانيَة مثلاً [00110101], أو أعداد طبيعية أو أرقام طبيعية أو نبضات كهربائية إلخ...
تشفير الرموز يستخدم في: الحوسبة، تخزين البيانات، أنتقال البيانات النصية.
«مجموعة رموز», «خارطة رموز», «مجموعة أكواد», «جدول قيم الرموز», هي مصطلحات مرتبطة ببعضها البعض، ولكن ليست متطابقة تماماً.

## التاريخ
تتضمن المخزونات الثنائية المبكرة شفرة بيكون Bacon's Cipher ، ونظام الكتابة بريل، وأعلام الإشارة البحرية الدولية، والترميز المكون من 4 أرقام للأحرف الصينية لرمز التلغراف الصيني (هانز شيلروب، 1869). من الأمثلة الشائعة على أنظمة ترميز الأحرف: شفرة مورس، وشفرة بودو Baudot code ، والشفرة القياسية الأمريكية لتبادل المعلومات (أسكي), ويونيكود.

## المصطلحات
المصطلحات المتعلقة بوحدة الشفرة أو الرمز:
الحرف أو الرمز (Character) هو وحدة صغيرة من النص لها قيمة دلالية.
مجموعة الأحرف أو مجموعة الرموز (Character Set) هي مجموعة من الأحرف أو الرموز التي يمكن استخدامها بواسطة لغات متعددة.